# Cayo Annio Tiberiano
Cayo o Gayo Annio Tiberiano  fue un político romano del siglo IV.
Entre 325 y 326 fue comes Africae; en 332 está atestiguado como comes Hispaniae, para luego pasar a ser vicarius Hispaniarum en el 335. Entre el 336 y el 337 ocupó la prefectura del pretorio de las Galias.
Según Jerónimo de Estridón, era una persona de una cierta cultura, tal vez identificable con el poeta Tiberiano.